# 台灣X檔案
《台灣X檔案》（英語：S.S.P.T；The Taiwan X-files），2022年中國電視公司八點檔連續劇，製作單位龍圖國際傳媒，領銜主演劉書宏、楊雅筑、王上菲、朱宇謀、張瀚元、優妮。本劇於2021年12月22日舉行開鏡儀式，2022年11月28日全劇殺青、12月1日舉辦殺青酒。2022年8月16日舉行卡司發佈會。中視主頻於9月14日首播，中天娛樂台則9月15日播出，該劇演員也為這部戲練習拳腳功夫。台灣OTT由LiTV 線上影視、MyVideo同步跟播上架。

## 播出時間

### 首播
| 頻道/影音     | 所在地   | 播出日期                    | 播出時間                   |
| ------------- | -------- | --------------------------- | -------------------------- |
| 中視          | 中華民國 | 2022年9月14日-2023年1月3日  | 每週一至週五 20:00－22:00  |
| 中天娛樂台    | 中華民國 | 2022年9月15日-2023年1月4日  | 每週一至週五 20:00－22:00  |
| 靖天戲劇台    | 中華民國 | 2022年9月15日-2023年1月4日  | 每週一至週五 20:00－22:00  |
| 愛奇藝        | 中華民國 | 2022年9月14日               | 每週一至週五 22:00 上架    |
| LINE TV       | 中華民國 | 2022年9月14日               | 每週一至週五 22:00 上架    |
| LiTV 線上影視 | 中華民國 | 2022年9月15日               | 每週二至週六 12:00 上架    |
| MyVideo       | 中華民國 | 2022年9月15日               | 每週二至週六 12:00 上架    |
| YouTube       | 中華民國 | 2022年10月17日              | 每週一至週五12:00 上架一集 |
| 三立都會台    | 中華民國 | 2023年2月27日-2023年6月16日 | 每週一至週五 20:00－21:00  |

### 重播
| 頻道/影音  | 所在地   | 播出日期                                                 | 播出時間                  |
| ---------- | -------- | -------------------------------------------------------- | ------------------------- |
| 中視       | 中華民國 | 2022年9月15日-2022年10月4日、2022年12月27日-2023年1月4日 | 每週二至週六 00:00－02:00 |
| 中視       | 中華民國 | 2022年9月15日-2023年1月4日                               | 每週一至週五 10:00－12:00 |
| 中視       | 中華民國 | 2022年10月4日-2022年12月26日                             | 每週一至週五 23:00－01:00 |
| 中天娛樂台 | 中華民國 | 2022年9月16日-2023年1月5日                               | 每週二至週六 00:00－02:00 |
| 中天娛樂台 | 中華民國 | 2022年9月16日-2023年1月5日                               | 每週一至週五 07:00－09:00 |
| 中天娛樂台 | 中華民國 | 2022年9月16日-2023年1月5日                               | 每週一至週五 12:00－14:00 |
| 靖天戲劇台 | 中華民國 | 2022年9月16日-2023年1月5日                               | 每週一至週五 02:00－03:00 |
| 靖天戲劇台 | 中華民國 | 2022年9月16日-2023年1月5日                               | 每週一至週五 08:00－09:00 |
| 靖天戲劇台 | 中華民國 | 2022年9月16日-2023年1月5日                               | 每週一至週五 11:00－12:00 |
| 三立都會台 | 中華民國 | 2023年2月28日-2023年6月19日                              | 每週二至週六 00:00－01:00 |
| 三立都會台 | 中華民國 | 2023年2月28日-2023年6月19日                              | 每週一至週五 06:00－07:00 |
| 三立都會台 | 中華民國 | 2023年2月28日-2023年6月19日                              | 每週一至週五 13:00－14:00 |

## 劇情大綱
五位各自擁有特殊能力的刑事偵查隊員，特殊的第六感和直覺，結合玄學、因果關係、更結合現有的科學辦案，還有精湛的武打動作片段，究竟這些偵查隊員如何利用自身的特殊能力結合科學邏輯把看似複雜無頭緒的案件從中慢慢抽絲剝繭，逮捕犯嫌還被害者一個公道呢？

## 演員列表

### 主要演員
| 演員   | 角色   | 介紹 | 登場集數                 |
| 劉書宏 | 白正浩 | 白隊長、正浩、隊長 31歲 SSPT特搜隊隊長 楊曼婷之男友 與周志遠模樣相似 特搜隊的大腦，有過目不忘的能力，原是偵三隊隊員，與搭檔詹憲治屢屢破案建功，後因誤殺小詹，而被其他隊員唾棄，使他逐漸封閉內心，直到遇見她...才逐漸敞開心胸 仍然懷疑李淑靜是趙小紅 喜歡楊曼婷與其告白 | 全集                     |
| 楊雅筑 | 李淑靜 | 淑靜、李長官、李警官 29歲 SSPT特搜隊副隊長 李俊良之女、李主恩之妹 趙小紅之好友 任務總是衝第一，行動快、狠、準，豪邁爽朗的個性更被戲稱為「女漢子」，為了找出哥哥真正的死因而成為刑警 長相跟趙小紅一樣，只要一方受傷另一方也會跟著受傷 因為救趙小紅與渡邊龍司對決，被開槍屍體已被埋 明確喜歡白正浩。 已確定死亡 | 1-8,14,18,23-24,36,61,67 |
| 楊雅筑 | 趙小紅 | 小紅、紅姐、李淑靜、靜靜 緋紅集團千金 趙仁逵之長女 趙文翔之長姊 李淑靜之好友 曾癌症末期（但癌症數值歸零） 李威(美國仔)女友 因李淑靜救自己而死，選擇待在特搜隊假扮李淑靜 得知淑靜的遺體是被許秉耀埋起來了，因謾罵龍鳳婆而遭報復，得知弟弟回來了 很擔心自己的身份會爆出，但也因為要保護弟弟，所以在查案時故意讓特搜隊都查不到任何線索。有陰陽眼，可以看見鬼，但卻聽不到祂們說話。 得知李威其實是警察，進入緋紅只為了收集爸爸販毒證據 最後依然留在特搜隊 | 全集                     |
| 朱宇謀 | 帥葛亮 | 27歲，SSPT特搜隊隊員，原市刑大經濟組警員，對『數字』具高敏感度，擅長金融犯罪分析及預防。不同於計算冰冷的數字，平時的他油嘴滑舌，撩妹更是家常便飯，未知現在的李淑靜是趙小紅所假扮。 | 1-27,29,31-80            |
| 王上菲 | 許亦菲 | 25歲，SSPT特搜隊隊員，方琪悅的好友，余慧璇、汪宇峰的死敵，有著比緝毒犬還敏銳的嗅覺，破獲數件毒品重案，轉調特搜隊後負責毒品分析重任。個性好強，不小心犯錯便會自責無比，未知現在的李淑靜是趙小紅所假扮。與彭在興和好 看得到呂慧珍的鬼魂 曾被肉粽仔的小弟阿榮打一拳肚子，後反擊回去，隊長要求自己親自去龍鳳壇尋找龍鳳婆如何入夢，最後被龍鳳婆所害而被囚禁於夢境內一天一夜 一直醒不來，自己被安排進入AS娛樂當假練習生                                     | 1-27,29-80               |
| 張瀚元 | 劉明元 | 27歲，綽號「小元」，SSPT隊上的武力擔當，不管是跆拳道還是近身搏擊，樣樣精通。最大的缺點是脾氣火爆，容易情緒失控，只有在面對喜歡的人，才顯得溫柔體貼，甚至害羞得像個小男孩，喜歡李淑靜。未知現在的李淑靜是趙小紅所假扮。 曾被太極入夢險拿槍開自己，知道亦菲被龍鳳婆囚禁後情緒失控 | 1-7,9-80                 |
| 林芷芸 | 林芷芸 | 27歲，SSPT特搜隊隊員，警隊八卦站，有著異常靈敏的聽力。駭客出身，有別於駭客宅女的刻板印象，私下鬼靈精怪，穿著打扮性感，未知現在的李淑靜是趙小紅所假扮，苦勸媽媽不要再相信龍鳳婆。 | 全集                     |

## 單元名稱
| 單元   | 單元名稱   | 集數  |
| 第一章 | 緋紅俱樂部 | 1-6   |
| 第二章 | 舊時照相館 | 6-15  |
| 第三章 | 入夢       | 15-31 |
| 第四章 | 人妻與教練 | 31-41 |
| 第五章 | 託夢尋兇   | 41-54 |
| 第六章 | 樓上的鄰居 | 54-66 |
| 第七章 | 山上的警察 | 66-74 |
| 第八章 | 絕對正義   | 74-80 |

## 次要演員
| 演員                         | 角色                 | 介紹 | 登場集數                      |
| 鄭亞                         | 游依莉               | 26歲，游巧容的女兒，游啟鴻的妹妹，林彥文的前情婦，本名游子芳，綽號「小莉」，之前緋紅幫旗下夜店X Cube的店經理，性感傲人的身材，嫵媚勾人的眼神是她的標誌，目前知小紅假扮淑靜，緋紅幫瓦解後到林彥文家當幫傭，因偷包被林彥文發現而和林彥文上床，後來因返回跟林彥文夫妻嗆聲被許秉耀施打毒品而殺死自己的媽媽，入獄服刑中。 知道趙小紅假扮李淑靜，因為只有趙小紅才知道自己買過股票 | 1-6,10,16-31                  |
| 羅平                         | 李威                 | 本名陳錫鋒，36歲，原身份為警察，15年前被檢查總長及法務部長因傷害嫌犯重傷為由，指派進緋紅集團，蒐證趙仁逵的毒品來源，並改其身份為李威，外號「美國仔」，後來成為緋紅集團老闆，趙小紅男友。英挺帥氣，說話風流有趣，身邊總是圍繞著女人，但很鍾情！李威本來想著幹完最後一票，就能帶心愛的人遠走高飛，沒想到這決定卻讓緋紅幫一夜之間風雲變色，已知李淑靜疑似死亡，要趙小紅假扮淑靜得以脫身，後因殺死渡邊龍司而入獄服刑，在警方押解準備開庭時，遇到許秉耀，與其達成協議 後與白正浩合作揪出發哥，已向小紅坦承自己是警察 | 1-7,11,13,40,68-80            |
| 夢多                         | 渡邊龍司             | 櫻花會副會長，日本黑幫老大。好名、好利又好色，狂妄的笑容下，是變態又瘋狂的心理，草菅人命，為達目的不擇手段！開槍將李淑靜殺死，懷疑當時活著的李淑靜是趙小紅，想要抓她走時被李威從後面偷襲殺死。 | 1-6                           |
| 李子安                       | 周定虎               | 綽號「阿虎」，背叛李威投靠豆漿，入獄服刑中，目前已無罪釋放，投靠小紅的弟弟趙文翔。 | 1-5,46,55,57-66,75            |
| 李博翔                       | 高偉樹               | 生性狡猾，愛鑽法律漏洞，因而有「老鼠」的外號，幫柯宥真製造(楊曼婷)的身分證。 | 1,4-9                         |
| 和家穎                       | 吳大榮               | 偵三隊偵查佐，第一單元黑警，與上司，李威，渡邊勾結貪污被白正浩發現追緝，已過世。 | 2-5                           |
| 陳建凱                       | 劉以豪               | 偵三隊偵查佐，已過世。 | 2-5                           |
| 林家祥                       | 王庭為               | 綽號「豆漿」，北環幫幫主，被太極入夢導致幫派瓦解，已交保，交保後被趙文翔追殺。 | 2,6,16-17,58-60               |
| 林紹霆                       | 許秉耀               | 緝毒隊隊長。原來是個懷有理想的警察，看到好朋友李主恩死後被誣陷，價值信念崩塌，淪為販毒的一份子，和林彥文勾結，專門處理林彥文吩咐的骯髒事，辦公室天花板藏有毒品，是殺害楊立馳、高榮豐、羅曉玲的兇手，幫助林彥文夫妻處理徐智美屍體，想靠肉粽仔進行偷渡，替羅曉鈴調查賀志瀚，在飯店放針孔偷拍賀志瀚與多名貴婦的偷情照，再用照片勒索貴婦們，逃亡時和李威達成協議，以肉粽仔的小弟阿榮假扮李威被炸死，被小紅開槍打到腳，在正浩和小紅面前，舉槍自盡。 死之前已得知當初埋葬屍體的是李淑靜而非趙小紅                     | 5-6,16-40,67,71               |
| 陳柏森                       | 高榮豐               | 緝毒隊隊員，常跟著許秉耀做骯髒事，殺死徐智美丈夫劉正宏，因藏著林彥文家的攝影機記憶卡，被許秉耀發現後，被許秉耀殺死。 | 16-17,21-24,26-27,71          |
| 潘慧如                       | 楊曼婷 柯宥真 蘇水靜 | 實際年齡90歲 白正浩之女友 周志遠之在世妻、李俊良的舊情人 照相館老闆，一個身上背著許多謎團的女人。現代科學無法解釋為什麼她的外貌始終停留在三十多歲，不再變老。和秀敏出國中，因秀敏過世想和其父親放在一起，為處理此事回國，也因秀敏過世後放下，開始有老化跡象。 回來台灣告白白正浩與其在一起 對於淑靜（小紅）非常了解正浩感到吃醋 | 6-15,76-80                    |
| 林在培                       | 李俊良               | 60歲，李淑靜的爸爸。出名畫家，10年來不停畫著同一位女子，他的初戀–柯宥真，婚後仍對宥真無法忘懷，進而離婚。未知淑靜死亡。 | 7-15                          |
| 高子芳                       | 周秀敏 徐紋莉        | 70歲 楊曼婷、周志遠的女兒 特殊血型FYA陰性，從小與媽媽相依為命，但在外人面前，曼婷只能稱呼秀敏『阿姨』。秀敏患有阿茲海默症，是曼婷唯一的牽掛，和曼婷出國，已過世。 | 7-15                          |
| 王耿豪                       | 游啟鴻               | 本名王庭喜，40歲，游巧容的養子，小莉的哥哥。15歲被巧容收養後，就將巧容與小莉視為親生家人，三人感情深厚。過去啟鴻差點被小詹殺害，是正浩救下他，意外牽起兩人的緣分，是真正的「太極」，逃亡中，與龍鳳婆有勾結，入亦菲的夢，王家滅門血案唯一倖存者，小時候因白正浩和李淑靜穿越結界而得救，被黃道明(發哥)殺死然後嫁禍給白正浩。 | 15-31,43,49,53-54,70-76,78-79 |
| 應采靈                       | 游巧容               | 啟鴻的養母、小莉的媽媽。待啟鴻如親生兒子，儘管啟鴻曾經吸毒，犯下前科，巧容依然不離不棄，陪伴啟鴻度過低潮，被游依莉殺死。 | 17,20-21,24,26                |
| 馬國賢                       | 林彥文               | 43歲，檢察官。妻子雅萍花錢如流水，迫使彥文被龐大的經濟壓力壓得喘不過氣，開始利用心機鬥爭一路往上爬，把自己一步步帶往無法挽回的深淵，和許秉耀勾結，有呼吸中止症不會被入夢，在某次喝了游依莉偷偷加的安眠藥後加上薛詠庭催眠後被太極入夢，入獄服刑中。 | 7,9,12-13,16-31,41            |
| 德馨                         | 高雅萍               | 43歲，林彥文的妻子，愛慕虛榮，喜歡上流社會的花花世界，總盼望彥文在檢警界奠定很高的地位，只是隨著地位提升，雅萍卻越來越不滿足，導致彥文的墮落，有喝毒咖啡的習慣。某次貴婦聚會，因給貴婦徐智美喝毒咖啡過量導致徐死亡，勒戒中。 | 16-21,24-30                   |
| 陳麒凱                       | 詹憲治               | 薛詠庭的老公。正浩的搭檔，外號『小詹』。正浩以前在偵三隊的搭檔、好兄弟，小詹為了賄賂檢察官，收受毒販買通，卻被正浩發現阻止，意外從天台墜落死亡，成為正浩一輩子的遺憾。已拜託李淑靜（趙小紅）讓其妻子看見照片欄後的自白書。 | 15-16,20,22,29                |
| 鄭詩婷                       | 薛詠庭               | 詹憲治的太太，心理諮商師。夫妻倆和正浩以前感情非常好，但自從憲治跌落天台後，詠庭便對正浩懷恨在心，斷了聯繫。直到發生太極入夢的事，兩人才又重新聯絡，因被太極入夢，夢到憲治無法自拔，將夢境以為現實，凌晨跑出家門，被車撞死。 | 18-25,28-29                   |
| 楊少文                       | 方偉誠               | 65歲，MS集團董事長。特殊血型FYA陰性。一直以來對血有莫名的迷戀，認定其他同血型的人都是自己的血庫，加上對長生不老的執念，總是用卑劣手段逼迫年輕人固定提供血液換血，以保青春。在手術兩小時內宣告不治。 | 8,10-15                       |
| 吳東震                       | 彭在興               | 畫廊工作人員。20年前，媽媽車禍重傷，因是稀有血型FYA陰性，來不及輸血而過世。媽媽過世後，在興剪了她的頭髮留在身邊，而戀母情節最終漸漸衍生成了『戀髮癖』。是殺害吳家青、劉品姿的兇手，入獄服刑中。 | 9-15,51,53                    |
| 李飛                         | 楊立馳               | 外號『阿馳』，是一名毒販，平常沈默低調，完全不怕檢警，許多人聲稱在夢裡見過脖子有太極刺青的男子，他便符合這個特徵，被許秉耀殺死。 | 17,21-23                      |
| 和偉                         | 李主恩               | 李俊良的兒子，李淑靜的哥哥，一名警察，與許秉耀曾在偵三隊共事過，已過世。疑似被害死 | 18,28,67                      |
| 黃琳媛                       | 呂惠珍               | 科技公司董事長夫人，看起來像是乖乖牌，感情專一，殊不知總是趁丈夫出外上班時偷腥，更被拍到與志瀚有染的照片而遭勒索，跳樓輕生。 | 31-34,36                      |
| 游書庭                       | 賀志瀚               | 游泳教練，擁有健碩的身材，談吐幽默風趣，有『師奶殺手』之稱。與多位富商的老婆有染，意外涉入一起命案，與張憲宗共謀，由張憲宗拍照欲勒索貴婦們，曾勒索呂惠珍拿到三百萬，被許秉耀嫁禍羅曉鈴的死在身上，所勒索藏在床鋪下的錢也被許秉耀拿走，以為是張憲宗散佈照片。 | 31-38                         |
| 米恩綺                       | 羅曉玲               | 肉粽仔的情婦，外型妖媚又自信，26歲時被肉粽看上包養，如今興起離開肉粽的念頭，偷偷和志瀚發展戀情，卻發現志瀚似乎還有其他女人，請許秉耀調查志瀚，發現許秉耀想兩邊賺，想要揭發許秉耀給警方，後被許秉耀殺死嫁禍給賀志瀚。 | 31-38                         |
| 王皓                         | 高洪贊               | 綽號「肉粽仔」，搞地下金融的大哥，已經結婚有家室，仍不改浪子性格，在外面包養曉玲。後來察覺曉玲行蹤詭異，懷疑她劈腿，兩人的感情陷入危機，卻渾然不知有另一個更大的危機在後頭，入獄服刑中，請代書阿吉幫忙找房仲賣房子，有個買家開高於市場行情的價要求見屋主後，代書死亡，自己的老婆被殺死，兒子失蹤，開始願意向特搜隊坦白自己知道的事。 | 31-34,36-41,44,48             |
| 李泰君                       | 張憲宗               | 賀志瀚的好友，曾搭訕趙小紅，交換名片時，才感覺自己搭訕到警察了，與賀志瀚共謀，替賀志瀚和貴婦們拍偷情照，準備勒索貴婦們，被賀志瀚懷疑散佈照片。 | 31-38                         |
| 橫綱凱咪（2022年改名言子軒） | 葉秀雯               | 醫美院長夫人，與賀志瀚有染，被許秉耀在飯店放針孔偷拍勒索，以為是賀志瀚做的。 | 35,37                         |
| 梁倪瑤                       | 姚嘉嘉               | 律師夫人，之前是律師，現為法務顧問，與賀志瀚有染，被許秉耀在飯店放針孔偷拍勒索，以為是賀志瀚做的。 | 37-38                         |
| 宋品葳                       | 侯湘菱               | 杜成宇、孫博文的表妹，從小罹患妥瑞氏症合併躁鬱症，狀況時好時壞，平時對待家人很貼心溫柔，唯獨發病時言行會不太受控，因發病拿刀和杜成宇和孫博文爭吵不小心刺死自己，遇害十年後，入帥葛亮的夢，希望能協助找出兇手，後來因為阿嬤，告訴帥葛亮不用繼續調查下去。 | 41-45,47-49,52-54             |
| 阿布                         | 杜成宇               | 侯湘菱的表哥，孫博文的表弟，會計師，因貪圖利益，替肉粽仔作帳。很孝順阿嬤，與湘菱的感情也很好，但每次湘菱妥瑞氏症發作時，他都不知該如何是好，與侯湘菱爭吵，侯湘菱突然拿出刀子，在與侯湘菱搶奪刀子時，侯湘菱不小心刺死自己，原本想自首，但因阿嬤的關係作罷。 | 41-45,48-52                   |
| 林佑星                       | 孫博文               | 杜成宇、侯湘菱的表哥，向杜成宇借錢，與侯湘菱爭吵，有手掐侯湘菱的脖子。 | 41-45,48-49,51-52             |
| 耿慧珠                       | 杜尤招               | 杜成宇、孫博文、侯湘菱的阿嬤，知道是杜承宇和孫博文與侯湘菱爭吵後，在搶奪刀子時，侯湘菱不小心刺死自己這件事，意圖掩飾這件事。 | 46-48,50-52                   |
| 何璦芸                       | 葉瑛                 | 芷芸的媽媽，患有妥瑞氏症及憂鬱症，很迷信龍鳳婆，因很想見到自己的丈夫，甚至要芷芸賣掉房子，來捐獻給龍鳳婆。 | 42-46,48,50,52-53             |
| 戴渝霈                       | 方玉琳               | 龍鳳婆 53歲，曾經有一段婚姻，以前在道場工作，因為跟信徒有金錢上的糾紛，而被告詐欺、背信，後來疑似用鎮靜劑的方式來迷惑信徒而被告，最後法院都判無罪，後來跟自己的丈夫離婚，離開修道場，自立門戶，傳言龍鳳婆有無上能力，信徒、弟子都是女的，第53集被太極入夢，第54集離奇死亡。 | 42-43,48-54                   |
| 何立恩                       | 呂惠銘               | 呂慧珍之哥哥 | 33                            |
| 伊正                         | 沈永福               | 『AS娛樂』董事長，行事正派、嚴格，對練習生的要求非常高，禁止旗下藝人談戀愛，但因培養出許多當紅偶像，仍吸引許多年輕人前來，委託特搜隊協助調查KY被恐嚇的事，因為旗下練習生及藝人事端，後續有想把公司收起來的念頭。 | 54-55,59-60                   |
| 馮秉軒                       | 趙文翔               | 緋紅集團二代，趙小紅的弟弟，父母離婚後，和媽媽兩人到美國生活，得知小紅、李威過世的消息，便決定回台灣繼承緋紅，同時也成了小紅身份曝光的不定時炸彈，想找發哥替李威及小紅報仇。 被移民署帶回美國 | 55-67,69                      |
| 張柏謙                       | 胡紹彥               | 『AS娛樂』的藝人，藝名「KY」，因一首自創曲而爆紅，不久後與經紀人發生糾紛，陷入低潮，直到遇見「她」，紹彥才漸漸重回事業巔峰，沒想到這時卻突然收到恐嚇照片。 | 54,56-64                      |
| 賴昱宏                       | 朱耀武               | 方琪悅的高中同學，大學就讀資訊工程，兼差當外送員。個性開朗，喜歡方琪悅，為此經常幫她解決各種疑難雜症。為殺死方琪悅之兇手，為了誤導辦案，將方琪悅命案現場佈置成方琪悅自身自殺。 | 58-61,66                      |
| 林怡廷                       | 方琪悅               | 『AS娛樂』練習生，許亦菲的好友，朱耀武的高中同學。大二時被星探發掘，展開練習生生活，想實現當歌手的夢想，並改善家中經濟。沒想到在出道之際，愛上不該愛的人，使人生發生巨大變化，懷有胡紹彥的孩子。被朱耀武所殺害。 | 54-61,63-66                   |
| 吳邦崴                       | 汪宇峰               | 『AS娛樂』經紀人，管理偶像、練習生的表演及訓練行程，眼光獨到，是業界的知名經紀人，但相當勢利眼，見錢眼開，培養許亦菲、余慧璇、方琪悅。 | 54-60,64                      |
| 梁妍甄                       | 余慧璇               | 『AS娛樂』練習生，高三進公司當練習生，實力不錯，但脾氣火爆、忌妒心強，遲遲無法出道。看亦菲、琪悅特別不順眼，處處針鋒相對。 | 54-60,64                      |
| 程學書                       | 李哲安               | 『AS娛樂』簽約司機，負責接送琪悅、慧璇往返宿舍、公司，與琪悅的感情特別好，視琪悅為親生女兒般。 | 55-64                         |
| 唐玲                         | 溫立菁               | 外號『灶腳』，法務部「獲案毒品證物保管專庫」督察，個性謹慎辦事俐落，因丈夫經商遇危機，急需資金周轉，才被發哥吸收。由於每次下班都說要回家煮飯，因而被稱為『灶腳』。后被杀害 | 61-62,64-67-69,71-72          |
| 莊奕勳                       | 宋有為               | 外號『水蛙』，警察局第六分局副分局長，職務階級二線四星。好大喜功，為了升官什麼都做。過去曾在偵二擔任小隊長，因表現優良被升為偵查隊隊長，之後更升任成為副分局長。栽贓毒品給趙文翔，想利用趙文翔找到發哥，后被杀害 | 62,64-65,67-69,71-73          |
| 蔡阿炮                       | 王銘宇               | 王銘凱的弟弟，王庭喜的叔叔，平時是熱心的警察，休假則化身成乩童，還協助淨化凶宅，與洪偉哲有合作關係。想調查滅門命案真相，卻頻頻受阻，直到正浩來找他，才又燃起破案的希望。因為被民眾莫名投訴，而被長官調到山區，王銘凱家被滅門後領養王庭喜，因不想被督察長抓到，不甚跌落山谷，變成植物人，後因游啟鴻(王庭喜)入他夢時被催眠師困在夢境，結束自己生命，讓游啟鴻可逃出。 | 65,67-73,75-76                |
| 陳逸帆                       | 吉哥                 | 原本想扁趙文翔，在趙小紅出面後，離開酒店時被趙文翔痛毆。 | 66                            |
| 陳謙文                       | 王銘凱               | 王銘宇的哥哥，王庭喜的父親（歿），是位化工博士，從年輕時，就有開發農藥的科技公司來找他研發肥料，協助農民種無蟲害農產品，後來大家打趣稱銘凱為『農夫』，在白正浩、李淑靜、王銘宇、王庭喜穿越結界後遇到1999年未發生事件的王銘凱。 | 70-75                         |
| 王中皇                       | 黃道明               | 法務部次長，智力高於常人，相當聰明，大學跳級，22歲就考上檢察官，成為法律界眾所矚目的焦點。他有個特殊的習慣動作，思考的時候，會拆解手中的筆⋯，真正『發哥』，殺害王家罪魁禍首，入獄服刑中。 | 69-70,72,74-80                |
| 鐘倫理                       | 洪國書               | 少年法庭法官，與道明交情深厚，曾與道明共事，合辦多件大案，受到外界矚目。獨子洪偉哲母親的死怪罪於國書，父子關係疏離，而國書因為兒子，才轉為少年法庭法官，重視青少年犯罪與教育問題，後在獄中離奇猝死，假發哥實為發哥的傳令代理。 | 67-70,72-75                   |
| 侯柏亨                       | 洪偉哲               | 洪國書的獨子，凶宅仲介。沉靜的外表下，有著高智商、敏銳的觀察力，大學雙主修化工、財金。認定父親國書外遇才導致母親跳樓輕生，自此與父親漸行漸遠 Ace毒品製毒者『農夫』 | 68-75                         |
| 帥埔                         | 詹定軒               | 趙仁逵的地下討債集團手下，拿了王銘凱的研究筆記，並將筆記拿給洪偉哲。 | 68-74                         |
| 程政鈞                       | 湯成功               | 法務部部長，和檢察總長是唯二知道李威真實身份的人，但檢察總長已過世，是現在唯一知道李威身份的人，派李威(陳錫鋒)進緋紅集團，蒐證趙仁逵的毒品來源，將李威真實身份的鑰匙交給李威後，被次長指示督察長派人讓其出車禍重傷。 | 74-75,79-80                   |
| 劉漢強                       | 古順杰               | 督察室督察長，替法務部次長黃道明(發哥)執行任務。 | 75-77,79-80                   |
| 陳佳祺                       | kitty                | 次長黃道明(發哥)之秘書 | 78-80                         |
| 盧彥旭                       | 檢察總長             | 與法務部部長是唯二知道李威真實身份的法務部主管，為了蒐證趙仁逵的毒品來源與法務部長共計借陳錫鋒在警大打架鬥毆重傷犯人，讓陳錫鋒退學，並私下同意案件偵破後，讓陳錫鋒恢復警察身份，並願意協助到駐外單外工作展開新的生活。 | 74                            |

## 電視劇歌曲
| 曲別   | 歌名                              | 演唱者                        | 作詞                   | 作曲         |
| ------ | --------------------------------- | ----------------------------- | ---------------------- | ------------ |
| 片頭曲 | 燃燒心火                          | 陳威全                        | 吳易緯                 | 陳威全       |
| 片尾曲 | 我愛你！少年                      |                               | 王詠昌、陳義丰           | 陳義         |
| 片尾曲 | 絕對正義                          | 朱宇謀                        | 朱宇謀、XIXI           | 朱宇謀、XIXI |
| 插曲   | 轉圈 Credits                      | 水分子樂團 （賴思妤、楊壹晴） | 陳心茹、吳易緯         | 陳威全       |
| 插曲   | 正好愛上你 （页面存档备份，存于） | 朱宇謀                        | 朱宇謀、羅藝恆         | 羅藝恆       |
| 插曲   | Say goodbye                       | 朱宇謀                        | 朱宇謀、羅藝恆、殷成晞 | 羅藝恆       |
| 插曲   | 絕對正義                          | 朱宇謀                        | 朱宇謀、XIXI           | 朱宇謀、XIXI |
| 插曲   | 再也不能愛你了                    | 陳威全                        | 張茂霖 、吳易緯        | 陳威全       |
| 插曲   | 追尋                              | 潘嘉麗                        | 游政豪                 | 游政豪       |

## 製作團隊
- 編劇：吳珮蒨、李名耀、林旻俊、林玉娟、林庭樂
- 導演：程天賜
- 攝影師：林文彬
- 剪接：吳柏緯、姜宇倢
- 音樂：陳惟君
- 燈光：莊季營、高玉霖
- 服裝造型：蔡宜芬
- 視覺設計：黃旭民、張宸叡

## 外部連結
- 台灣X檔案的Facebook專頁
- 台灣X檔案的Instagram帳戶
- 中視官網 （页面存档备份，存于）
- 中天官網 （页面存档备份，存于）
- 台灣X檔案–愛奇藝 （页面存档备份，存于）
- 台灣X檔案-LiTV線上影視 （页面存档备份，存于）
- 台灣X檔案-LINE TV （页面存档备份，存于）
- 台灣X檔案-MyVideo （页面存档备份，存于）
- 台灣X檔案-CKTV史坦利國際傳媒YouTube官方頻道 （页面存档备份，存于）

## 作品的變遷
| 臺灣 中視主頻 每週一至週五 20:00－21:00 · 9月14日 20:00－22:00 · 10月24日起 21:00－22:00 | 臺灣 中視主頻 每週一至週五 20:00－21:00 · 9月14日 20:00－22:00 · 10月24日起 21:00－22:00 | 臺灣 中視主頻 每週一至週五 20:00－21:00 · 9月14日 20:00－22:00 · 10月24日起 21:00－22:00 |
| ---------------------------------------------------------------------------------------- | ---------------------------------------------------------------------------------------- | ---------------------------------------------------------------------------------------- |
|                                                                                          | 台灣X檔案 （2022年9月14日－2023年1月3日）                                                |                                                                                          |
| 只為你停留 （2022年7月4日－2022年8月16日）                                               | 那年花開月正圓（重播） （2023年1月4日－2023年3月3日）                                    |                                                                                          |

| 臺灣 中天娛樂台 每週一至週五 20:00－21:00 · 9月15日 19:00－21:00 · 10月24日起 21:00－22:00                | 臺灣 中天娛樂台 每週一至週五 20:00－21:00 · 9月15日 19:00－21:00 · 10月24日起 21:00－22:00              | 臺灣 中天娛樂台 每週一至週五 20:00－21:00 · 9月15日 19:00－21:00 · 10月24日起 21:00－22:00 |
| --- | --- | ------------------------------------------------------------------------------------------ |
| | 台灣X檔案 （2022年9月15日－2023年1月4日）                                                               |                                                                                            |
| 太陽的季節（七點） （2022年3月9日－2022年6月24日）雪中悍刀行（八、九點） （2022年7月26日－2022年9月14日） | 閨密的背叛（七點） （2022年9月26日－2023年1月10日）白髮皇妃（八、十點） （2023年1月5日－2023年2月14日） |                                                                                            |

| 臺灣 三立都會台 每週一至週五 20:00 - 21:00       | 臺灣 三立都會台 每週一至週五 20:00 - 21:00  | 臺灣 三立都會台 每週一至週五 20:00 - 21:00 |
| ------------------------------------------------ | ------------------------------------------- | ------------------------------------------ |
|                                                  | 台灣X檔案 （2023年2月27日－2023年6月16日）  |                                            |
| 天巡者 （重播） （2023年1月11日－2023年2月24日） | 鬼之執行長 （2023年6月19日－2023年8月11日） |                                            |